# Municipiul Bălți
Municipiul Bălți este o unitate administrativ-teritorială de nivelul al doilea din Republica Moldova. Aceasta include în componența sa orașul propriu-zis Bălți, plus satele Elizaveta și Sadovoe din imediata vecinătate (suburbii) a orașului, cu o suprafață totală de 78 km².
Administrarea publică a municipiului Bălți se realizează de către Consiliul local, ca autoritate reprezentativă și deliberativă, și de către Primar, ca autoritate reprezentativă și executivă.

## Conducere

### Primar
Primarul general este autoritatea reprezentativă și executivă a consiliului municipal, ales prin vot universal, egal, direct, secret și liber exprimat. Este și șef al administrației publice municipale. Primarul general poate participa la ședințele consiliului municipal și are dreptul să se pronunțe asupra tuturor problemelor supuse dezbaterii.

## Vezi și
- Primăria municipiului Bălți
- Listă de localități din municipiul Bălți
- Istoria Bălțiului
- Demografia Bălțiului

## Legături externe
- Pagina web a Primăriei municipiului Bălți